# Natália de Andrade
Natália de Andrade (* 1910; † 19. Oktober 1999 in Tábua) war eine portugiesische Opernsängerin.

Natália de Andrades Unterschrift

Sie war eine wenig talentierte, aber hoch motivierte Sängerin. Als eigenwillige Person bekannt, die häufig den Ton nicht traf, hielt sie sich dennoch für eine bedeutende Interpretin. Sie nahm einige Schallplatten auf und sang in einigen Operetten, darunter eine im Coliseu dos Recreios, und trat im Fernsehen auf, in der von Júlio Isidro moderierten Unterhaltungssendung Passeio dos Alegres. Danach parodierte der populäre Komiker und Fernsehmoderator Herman José die Sängerin häufig in seinen Sendungen.
Im September 2011 erschien der Dokumentarfilm Natália, a Diva Tragicómica, der am 26. November 2011 erstmals im portugiesischen Fernsehen bei RTP2 lief und 2012 von Real Ficção als DVD veröffentlicht wurde. Der Film beschäftigt sich mit der kuriosen Figur der Natália de Andrade und ihren unfreiwillig komisch wirkenden Auftritten und Aussagen.
Als 2016 der Film Florence Foster Jenkins mit Meryl Streep in der Rolle der gleichnamigen Amateursängerin erschien, erinnerte man sich in Portugal erneut an Natália de Andrade, die ähnlich talentlos und mit ähnlich überhöhter Selbstwahrnehmung die Öffentlichkeit suchte und für Belustigung sorgte.